# Danneel Ackles
Danneel Ackles née Elta Danneel Graul, le 18 mars 1979 à Lafayette est une actrice et mannequin américaine.
Avant 2012, elle est créditée sous le nom de Danneel Harris.
Elle est surtout connue pour avoir joué le rôle de Shannon McBain dans le soap opera, On ne vit qu'une fois (2003-2004), ainsi que pour avoir joué le rôle de Rachel Gatina dans la série dramatique, Les Frères Scott (2005-2010).

## Biographie

### Jeunesse et formation
Née à Lafayette, en Louisiane, Danneel a grandi à Eunice, une ville de la paroisse de Saint-Landry. Son père est ophtalmologue et sa mère est architecte d'intérieur. Elle fut prénommée « Elta » en hommage à son arrière-grand-mère, et « Danneel » est inspiré de la rue Danneel Street de La Nouvelle-Orléans. Au début des années 2000, elle s'est installée à Los Angeles, afin de poursuivre sa carrière d'actrice.

### Débuts d'actrice et succès (années 2000)
La comédienne commence sa carrière médiatique dans le mannequinat. Elle est notamment l'égérie des marques Big Sexy Hair et Juicy Jeans.
En mars 1999, elle décroche son premier rôle en tant qu'actrice, celui de Shannon McBain dans le soap opéra, On ne vit qu'une fois. Elle joue ce personnage durant sept épisodes. Puis revient fin 2003 pour des apparitions plus régulières. Elle quitte donc Los Angeles, pour s'installer à New York. Elle quitte la série et New York en décembre 2004.
De retour à Hollywood, elle joue dans quatre épisodes de la sitcom Ce que j'aime chez toi, puis trois de Joey, deux de JAG et surtout un de Charmed. Elle se fait alors remarquer et obtient d'auditionner pour un rôle récurrent dans une série à succès pour adolescents, Les Frères Scott, celui de Rachel Gatina. À la suite de l'accueil positif du personnage, elle se voit promue régulière dans la saison 4. Elle décide cependant de quitter la série au terme de cette année de production, début 2007. Elle ne revient que pour deux épisodes du milieu de la saison 5, afin de conclure l'histoire de son personnage.
Elle tente alors de revenir vers l'humour. Au cinéma, elle apparait dans la comédie romantique indépendante Ten Inch Hero, aux côtés d'Elisabeth Harnois et Clea DuVall ; puis en 2008, elle prête ses traits à Vanessa Fanning dans la comédie potache Harold et Kumar s'évadent de Guantanamo, face à Kal Penn et John Cho ; la même année, elle est aussi au casting de la parodie Extreme Movie. Enfin, en 2009, elle évolue dans Sea, Sex and Fun, de Will Gluck, et dans Still Waiting, qui sort directement en vidéo.
Côté télévision, elle est invitée dans un épisode de la sitcom à succès How I Met Your Mother en 2008, et dans les très suivies séries policières Les Experts : Miami et NCIS : Enquêtes spéciales.
En 2009, elle accepte de revenir dans Les Frères Scott pour une dizaine d'épisodes de la saison 7. La série vient en effet d'essuyer les départs définitifs de deux piliers, Chad Michael Murray et Hilarie Burton. Le sort réservé à son personnage de Rachel Gatina s'avère cependant peu heureux.

### Échecs et passage au second plan (années 2010)

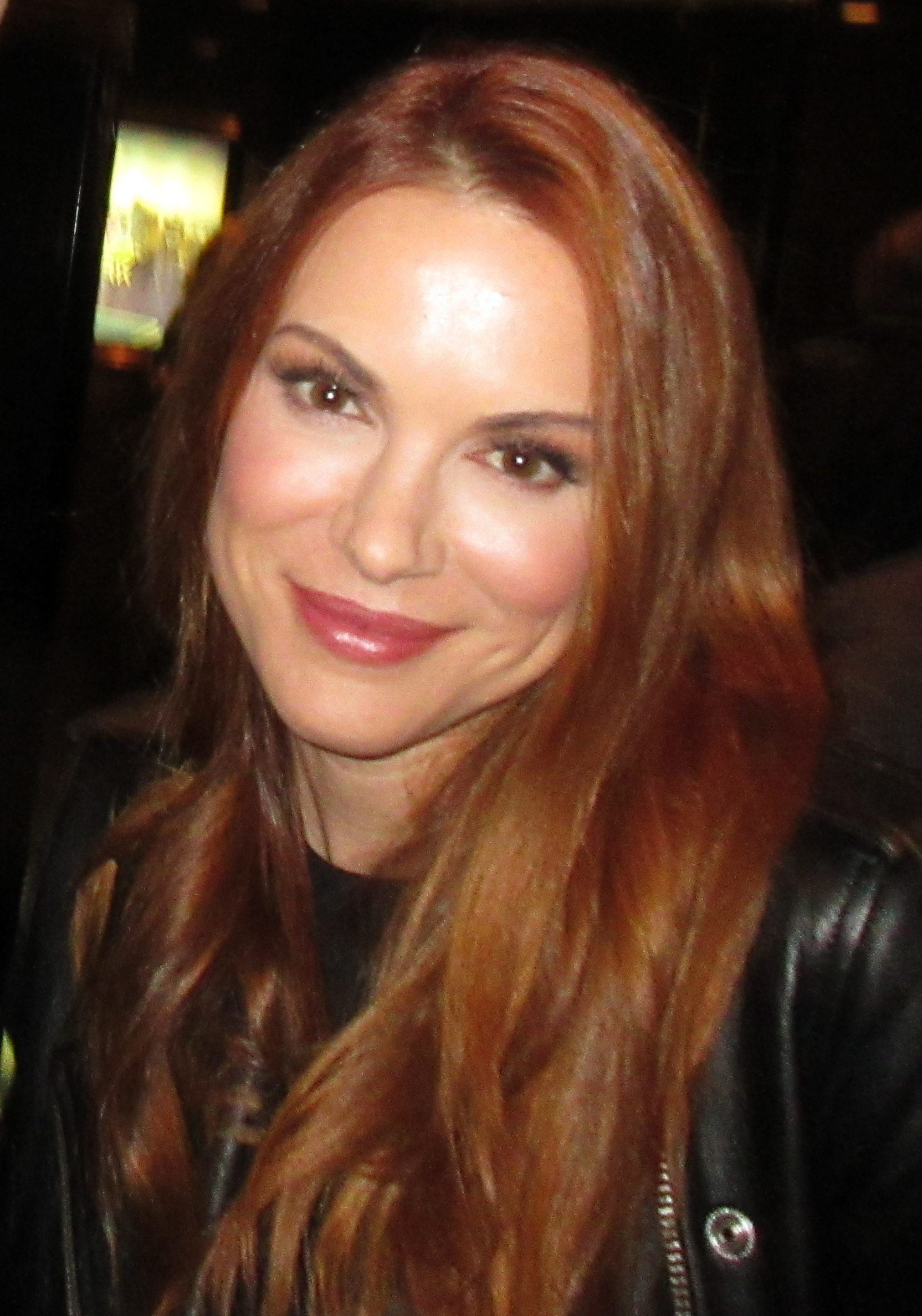
Danneel Ackles en 2018.

En 2010, elle tient un rôle secondaire dans la comédie romantique Le Plan B, portée par la star Jennifer Lopez. Et en 2011, elle est au casting du thriller pour adolescents The Roommate. Le film est un flop critique et commercial.
En 2011, elle fait son grand retour à la télévision dans le premier rôle d'une sitcom centrée sur une bande d'amis, Friends with Benefits, aux côtés de Ryan Hansen et Jessica Lucas, qui est cependant arrêtée au bout neuf de treize épisodes, faute d'audience. Elle peut cependant compter sur le cinéma : un rôle dans la comédie American Hot'lidays, portée par Carmen Electra et surtout Le Joyeux Noël d'Harold et Kumar, qui boucle la trilogie à succès amorcée en 2008.
Après l'échec d'un épisode pilote pour une nouvelle série, I Hate That I Love You, elle apparaît en 2012 dans trois épisodes de la sitcom Retired at 35 puis, en 2013, dans deux de la nouveauté How to Live with Your Parents (for the Rest of Your Life).
Elle accepte aussi des rôles dans des téléfilms : en 2012, elle retrouve Hilarie Burton, actrice principale du téléfilm de fin d'année La Liste du Père Noël et en 2014, elle partage l'affiche de la romance Une coach pour mon bébé avec Kavan Smith.
Après quatre années d'absence sur les écrans, à la suite des naissances rapprochées de trois enfants, elle revient sur les écrans pour deux épisodes de la saison 13 et de la saison 14 de la série fantastique Supernatural, dont son mari Jensen Ackles est l'une des stars. En 2020, elle revient dans le rôle de Jo lors d'un épisode spécial avec Genevieve Padalecki, la femme de Jared Padalecki.
En 2018, elle obtient un rôle dans le téléfilm, La proposition de Noël (The Christmas Contract) avec Hilarie Burton, Robert Buckley, Antwon Tanner, Tyler Hilton, ses anciens co-stars de la série Les Frères Scott.

## Vie privée

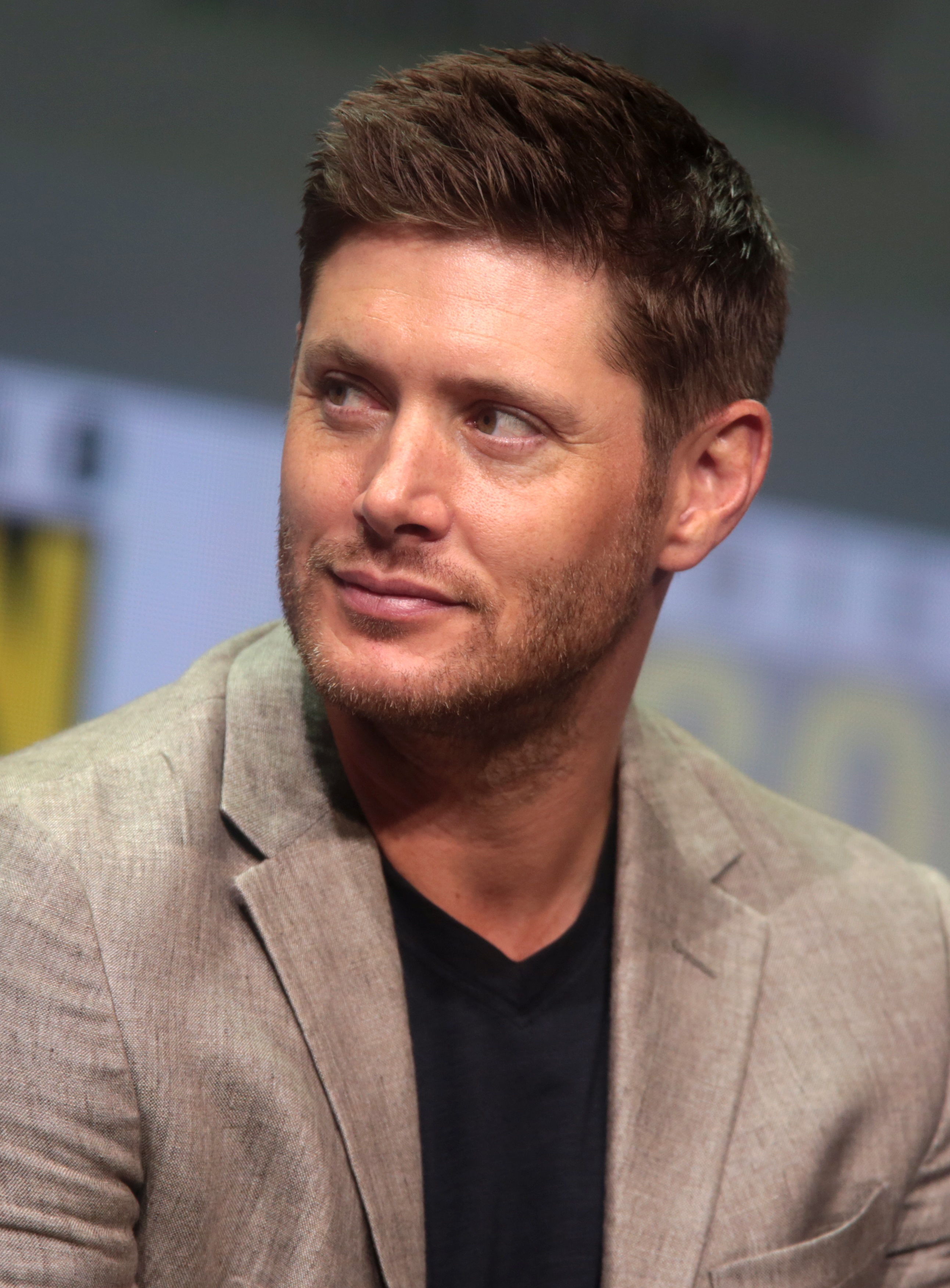
Son mari, Jensen Ackles en 2017.

Depuis mai 2007, Danneel est la compagne de l'acteur Jensen Ackles, ils se sont rencontrés sur le tournage du film Ten Inch Hero. Après s'être fiancés en novembre 2009, ils se sont mariés le 15 mai 2010 à Dallas, au Texas.
Le 30 mai 2013, elle a donné naissance à leur premier enfant, une fille prénommée Justice Jay. Le 2 décembre 2016, elle donne naissance à des jumeaux, un garçon prénommé Zeppelin Bram et une fille prénommée Arrow Rhodes,.
Danneel Ackles est très proche des actrices Hilarie Burton et Sophia Bush, rencontrées sur le tournage des Frères Scott. Elle a d'ailleurs présenté son amie Hilarie Burton à l'homme qui est devenu son mari, l'acteur Jeffrey Dean Morgan, le co-star de son mari dans la série Supernatural.

## Filmographie

### Cinéma
- 2007 : Ten Inch Hero de David Mackay : Trish
- 2008 : Harold et Kumar s'évadent de Guantanamo (Harold and Kumar Escape from Guantanamo Bay) de Jon Hurwitz et Hay Schlossberg : Vanessa Fanning
- 2008 : Extreme Movie d'Adam Jay Epstein et Andrew Jacobson : Melissa
- 2009 : Sea, Sex and Fun (Fired Up) de Will Gluck : Bianca
- 2009 : Still Waiting de Jeff Balis : Sherry
- 2010 : The Roommate de Christian E. Christiansen : Irene
- 2010 : Le Plan B (The Back-up Plan) d'Alan Poul (en) : Olivia
- 2011 : American Hot'lidays (Mardi Gras : Spring Break) de Phil Dornfeld : Erica
- 2011 : Le Joyeux Noël d'Harold et Kumar (A Very Harold and Kumar 3D Christmas) de Todd Strauss-Schulson : Vanessa Fanning

### Courts métrages
- 2004 : The Plight of Clownana de Chris Dowling : Une fan de DildoMan
- 2005 : Rule Number One de David Presley : April
- 2014 : TSA America : Suspicious Bulges de Misha Collins : Christine

### Télévision

#### Séries télévisées
- 2003 - 2004 : On ne vit qu'une fois (One Life to Live) : Shannon McBain
- 2004 : Ce que j'aime chez toi (What I Like About You) : Kate (saison 2, épisodes 14, 16, 19 et 21)
- 2005 : Joey : Katie-London Harper (saison 1, épisodes 10, 12 et 13)
- 2005 : JAG : Cameron Cresswell (saison 10, épisodes 16 et 18)
- 2005 : Charmed : La nouvelle Paige (saison 7, épisode 22)
- 2005 - 2010 : Les Frères Scott (One Tree Hill) : Rachel Gatina (récurrente saisons 3 et 7, principale saison 4, invitée saison 5)
- 2007 : Les Experts (CSI) : Shasta McCloud (saison 8, épisode 2)
- 2008 : How I Met Your Mother : Nora Zinman (saison 4, épisode 5)
- 2009 : Les Experts : Miami (CSI : Miami) : Abby Dawson (saison 7, épisode 16)
- 2009 : NCIS : Enquêtes spéciales (NCIS) : Jessica Shore (saison 6, épisode 14)
- 2009 : Trust Me : Jessica (saison 1, épisode 2)
- 2011 : Cherche partenaires désespérément (Friends with Benefits) : Sara Maxwell (13 épisodes)
- 2012 : Retired at 35 : Jenn Harris (saison 2, épisodes 4, 6 et 7)
- 2013 : How to Live with Your Parents (for the Rest of Your Life) : Olivia (saison 1, épisodes 6 et 8)
- 2018-2019-2020 : Supernatural : Sœur Jo/Anael (saison 13, épisodes 13 et 18 - saison 14, épisodes 1 et 17 - saison 15, épisode 13)

#### Téléfilms
- 2011 : I Hate That I Love You de Nicole Holofcener : Allie
- 2012 : La Liste du Père Noël (Naughty Or Nice) : Jill Rhodes
- 2014 : Une coach pour mon bébé (Baby Bootcamp) : Julia Penman
- 2018 : La proposition de Noël (The Christmas Contract) : Naomi Friedman

## Voix françaises
En France
| - Aurélia Bruno dans : (les séries télévisées) - Les Frères Scott - Les Experts - Cherche partenaires désespérément - Un coach pour mon bébé (téléfilm) - Supernatural | et aussi - Gaelle Le Fur dans Joey (série télévisée) - Edwige Lemoine dans JAG (série télévisée) - Barbara Beretta dans Harold et Kumar s'évadent de Guantanamo - Fily Keita dans Les Experts : Miami (série télévisée) - Laurence Crouzet dans La Liste du Père Noël (téléfilm) |